# MoonShell
MoonShell – aplikacja typu homebrew umożliwiająca odtwarzanie multimediów na konsoli Nintendo DS.
Odtwarzacz obsługuje następujące formaty: DPG, MP3 / OGG / MOD / SPC / MDX (bez PCM) / GBS / HES / NSF / XM / MIDI / WMA / niskiej jakości AAC / JPEG / BMP / GIF / PNG oraz TXT. Moonshell odtwarza pełnoekranowe filmy z płynnością 20 fps i panoramiczne z 24 fps oraz dźwiękiem stereo. Oba ekrany są używane. Dolny pozwala na wybór plików i kontrolę poprzez ekran dotykowy, natomiast na górnym jest wyświetlany aktualny plik. Zintegrowany system pluginów zapewnia wysoką elastyczność programu. Większość potrzebnych pluginów jest zainstalowana w systemie od razu.
MoonShell jest dodawany jako domyślny odtwarzacz multimediów w komercyjnych produktach takich jak: N-Card, R4 DS, EDGE, CycloDS, AceKard, i-cheat XTRA oraz M3 DS Simply. EZFlash V Flash Card, SuperCard i SuperCard One zawierają zmodyfikowaną wersję MoonShella.